# Varennes-sur-Usson
Varennes-sur-Usson ist eine französische Gemeinde mit 315 Einwohnern (Stand: 1. Januar 2022) im Département Puy-de-Dôme in der Region Auvergne-Rhône-Alpes (vor 2016 Auvergne). Sie gehört zum Arrondissement Issoire und zum Kanton Brassac-les-Mines (bis 2015: Kanton Sauxillanges). 

## Geographie
Varennes-sur-Usson liegt etwa 30 Kilometer südsüdöstlich von Clermont-Ferrand. An der südlichen Gemeindegrenze verläuft der Fluss Eau Mère. Umgeben wird Varennes-sur-Usson von den Nachbargemeinden Brenat im Norden, Sauxillanges im Nordosten, Usson im Osten, Saint-Rémy-de-Chargnat im Süden sowie Parentignat im Westen.

## Bevölkerungsentwicklung
| Jahr                       | 1962 | 1968 | 1975 | 1982 | 1990 | 1999 | 2006 | 2013 |
| Einwohner                  | 141  | 141  | 123  | 118  | 148  | 161  | 152  | 268  |
| Quellen: Cassini und INSEE |      |      |      |      |      |      |      |      |

## Sehenswürdigkeiten
- Kirche
- Schloss La Fouilhouze, Monument historique seit 2009

## Weblinks

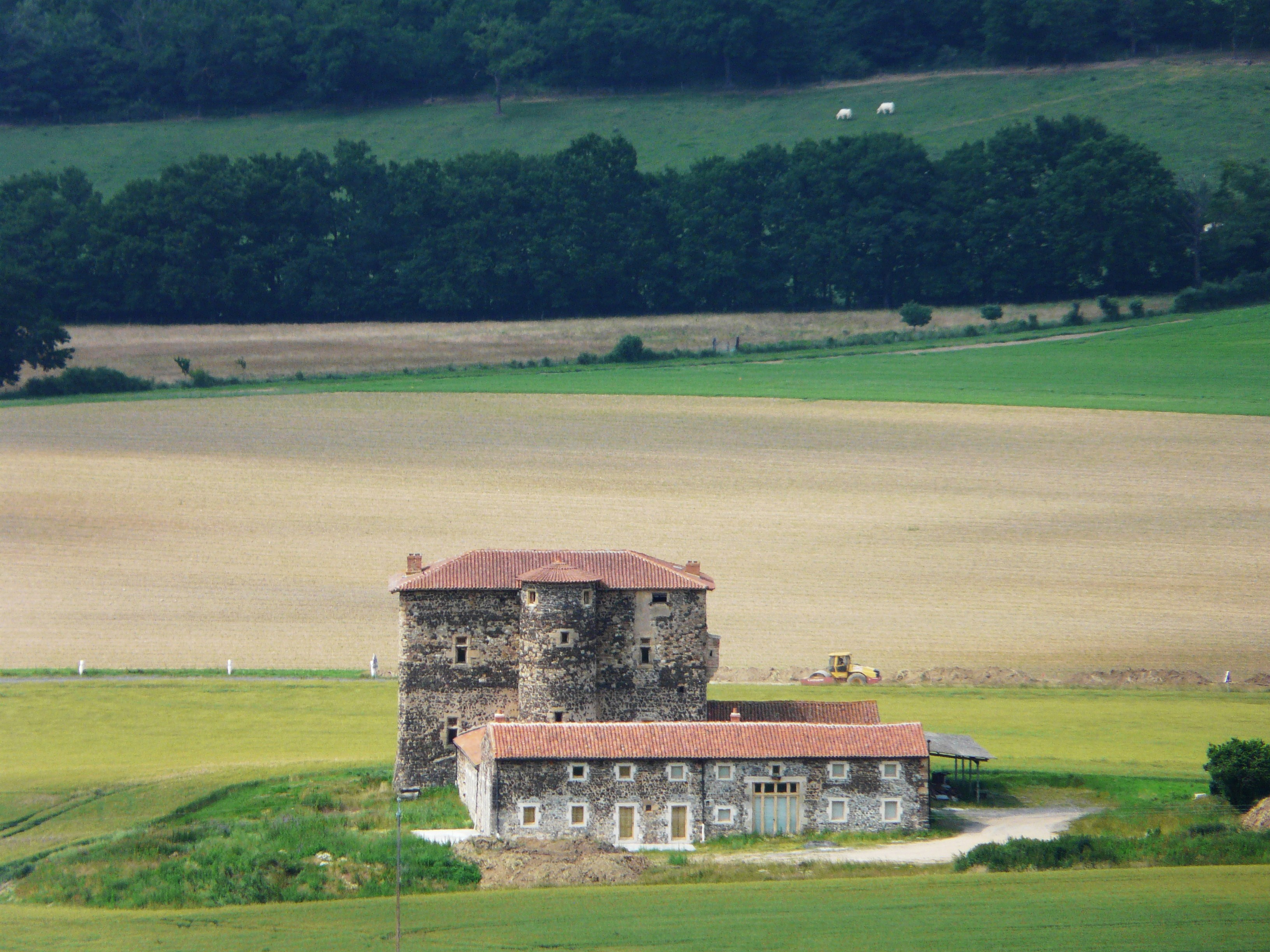
Schloss La Fouilhouze